# Albert Spear Hitchcock

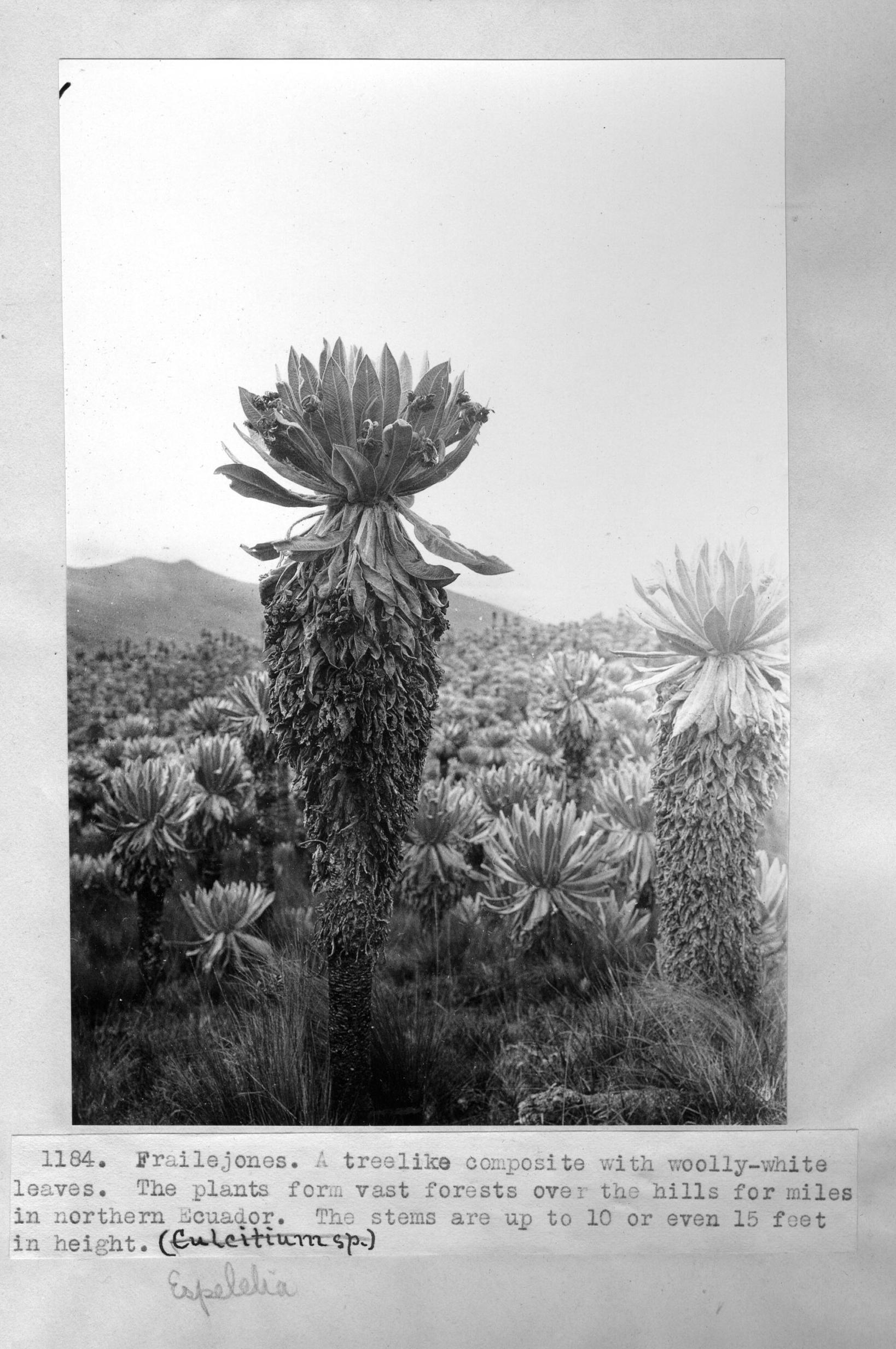
Una Espeletia de l'Equador fotografiada per Hitchcock ca 1923-1924

Albert Spear Hitchcock (Owosso, Michigan, 4 de setembre del 1865 - Oceà Atlàntic, 16 de desembre del 1935) va ser un botànic i agrònom estatunidenc especialitzat en les herbàcies.
Encara que nascut a l'estat de Michigan, cresqué a Kansas i Nebraska. Estudià amb el professor Charles E. Bessey a la Universitat Estatal d'Iowa i es titulà en agricultura i química. Ensenyà química a la universitat de Iowa del 1886 al 1889. Del 1901 al 1935 va ser agrostòleg (responsable del departament d'herbàcies) del United States National Herbarium. El 1928 fou nomenat cap del Departament d'Agricultura dels Estats Units (el que en altres països seria un ministre d'agricultura), i romangué en el càrrec fins a la mort. De tornada d'un viatge per estudiar diversos herbaris europeus, morí a alta mar en el vaixell City of Norfolk.
Publicà 250 treballs científics al llarg de la seva vida. És reconegut com a autoritat taxonòmica amb l'abreviatura Hitchc.

## Selecció de treballs
- A.S.Hitchcock, M.A.Chase Manual of the grasses of the United States Washington: US Dept. of Agriculture, 1951 (Nova York: Dover Publications, 1971 ISBN 0486227170 vol. 1, ISBN 0486227189 vol. 2)
- A.S.Hitchcock, M.A.Chase Manual of the Grasses of the West Indies, article a United States national herbarium 18(17) 1917 (2a edició, Washington, D.C.: Government Printing Office, 1936)
- North American species of Leptochloa, article a United States. Dept. of Agriculture. Bureau of Plant Industry. Bulletin 1903
- Contributions from the United States National Herbarium Volume 21: Flora of the District of Columbia and Vicinity 1919
- Grasses of British Guiana, a Contributions from the United States National Herbarium
- A manual of farm grasses 1921
- The North American species of Stipa: Synopsis of the South American species of Stipa a Smithsonian Institution. United States National Museum. Contributions from the United States National Herbarium 1925
- North American Species of Agrostis Washington, D.C.: Government Printing Office, 1905 [U.S.D.A. Bur. Pl. Industr. Bull. 68]
- A Text-Book of Grasses with Special Reference to the Economic Species of the United States Nova York: Macmillan, 1914
- The Genera of Grasses of the United States: With Special Reference to the Economic Species Washington, D.C.: U.S. Department of Agriculture, 1920 [U.S.D.A. Bull. (1915-23) 772]
- Methods of Descriptive Systematic Botany Nova York: Wiley, 1925
- Manual of the Grasses of the United States Washington, D.C.: Government Printing Office, 1935 [U.S.D.A. Misc. Publ. 200]
- M.A.Chase, A.S.Hitchcock The North American Species of Panicum Washington: Smithsonian Institution, 1910 [Contrib. U.S. Natl. Herb. 15.]